# Savina
Savina – wieś w Słowenii, w gminie Ljubno. W 2018 roku liczyła 202 mieszkańców.